# مطار سلاح الحدود أم الملح
مطار سلاح الحدود أم الملح هي قاعدة جوية سعودية تقع في المنطقة الشرقية بالمملكة العربية السعودية.
أمرت وزارة الداخلية بإنشاء القاعدة الجوية في نوفمبر 2010 كقاعدة لعمليات حرس الحدود للقيام بدوريات على الحدود الجنوبية للبلاد. وتعد جزءا من شبكة مقترحة من القواعد الجوية تعمل كمراكز نقل ودعم لوجستي وإجلاء لحرس الحدود. وهي قيد الإنشاء في صحراء الربع الخالي الشاسعة على بعد حوالي 43 كيلومتر (27 ميل) من الحدود اليمنية، من قبل شركة أبناء عبد الله الخضري. تم الانتهاء من المرحلة الأولى من المشروع بتكلفة 86.3 مليون ريال سعودي. تم البدء في المرحلة الثانية في أغسطس 2011 بتكلفة 120.7 مليون ريال سعودي.
في فبراير 2013، اقترحت مجلة وايرد إلى أن القاعدة الجوية قد تكون (وهو ادعاء غير صحيح) قاعدة أمريكية سرية للطائرات بدون طيار تستخدم لتنفيذ غارات على أهداف في اليمن، وتشمل مقتل أنور العولقي في عام 2011. على الرغم من أن وايرد لم تستطع تأكيد الادعاء، فقد ذكرت كل من فورين بوليسي وهاآرتس أنها كانت قاعدة سرية «بصفة شبه مؤكدة». كانت الصحف الأمريكية قد كشفت قبل يومين من ذلك عن وجود قاعدة طائرات بدون طيار تابعة لوكالة الاستخبارات المركزية في جنوب المملكة العربية السعودية.